# 우리로
우리로(Wooriro Co., Ltd.)는 대한민국의 광통신시스템부품 기업이다. 본사는 광주시 광산구 평동산단6번로 102-22 (월전동)에 위치해 있으며 대표이사는 김국웅이다. 우리로광통신에서 우리로로 사명을 변경하였다.

## 제품
SPAD(Single Photon Avalanche Diode, 단일광자검출기)라는 ‘광자’를 검출할 수 있는 초고감도 광학센서를 칩에 구현한 제품을 개발하였다

## 상장
2012년 11월 27일에 주관사를 미래에셋대우로 공모가 10,300원에 상장하였다. 

## 같이 보기
- 양자기술

## 참고 문헌
1. ↑  우리로, 130억 '셀프' 자금조달…실적 반등 언제쯤, 딜사이트, 2023.06.29
2. ↑  우리로 주식 거래재개 뒤 상한가, 라이다부품 개발과 최대주주 신뢰효과, 비즈니스포스트, 2022-05-09
3. ↑  <6>한국의 양자기술 선두 기업 ㈜우리로, 머니투데이, 2019년 11월 26일